# Palawy
Palawy (biał. Палявы; ros. Полевый) – osiedle na Białorusi, w obwodzie mohylewskim, w rejonie mohylewskim, w sielsowiecie Zawadskaja Słabada.